# Monastero di Sant'Antonio (Perugia)
Il Monastero di Sant'Antonio è un antico complesso monastico situato nella città di Perugia, in Umbria. È noto per la sua importanza storica, architettonica e religiosa nella regione.

## Storia
Il monastero fu fondato nel periodo medievale come sede di una comunità monastica intitolata a Sant'Antonio Abate, patrono degli animali e protettore contro il fuoco e le malattie contagiose. Nel corso dei secoli, il monastero ha subito diverse trasformazioni architettoniche, riflettendo gli stili artistici prevalenti dal Medioevo al Rinascimento.
Durante il periodo medievale, il monastero svolse un ruolo centrale nella vita spirituale e sociale di Perugia, ospitando una comunità di monaci che si dedicavano alla preghiera, allo studio e al servizio della città. Nel XVI secolo, il complesso venne ampliato e abbellito con affreschi e opere d’arte commissionate da importanti famiglie locali.
Nel corso del tempo, il monastero ha ospitato eventi culturali e visite guidate, diventando una meta di interesse turistico e spirituale. Attualmente, il Monastero di Sant'Antonio è oggetto di progetti di conservazione e valorizzazione. Parte del complesso è aperta al pubblico e utilizzata per eventi culturali, mentre altre sezioni sono riservate a funzioni religiose o ad attività didattiche.

## Descrizione
Il complesso monastico presenta elementi architettonici tipici dell’arte romanica e gotica, con successive aggiunte rinascimentali. Tra le sue caratteristiche più rilevanti si trovano:
- La chiesa principale, con una facciata sobria e un interno arricchito da affreschi e decorazioni del XVI secolo.[8]
- Il chiostro, spazio di meditazione e incontro per i monaci, circondato da colonne e archi a tutto sesto.
- Ambienti conventuali conservati che mostrano la struttura tipica dei monasteri medievali, inclusi refettori, dormitori e celle monastiche.

Il Monastero di Sant'Antonio custodisce opere d’arte di grande valore, tra cui affreschi attribuiti a artisti locali e arredi liturgici di pregio. Esso rappresenta un importante esempio della storia religiosa e artistica di Perugia e dell’Umbria.